# Parada Cercanía del Hogar Escuela
Cercanía del Hogar Escuela era una parada ferroviaria del ramal a Punta Piedras (también llamado ramal a Rada Tilly) que operaba en Comodoro Rivadavia y que unía a esta localidad con cercanías de Rada Tilly, ambas en la provincia de Chubut (Argentina). Se encontraba en el Departamento Escalante muy cerca del nacimiento de la calle céntrica Leandro Alem (hoy calle Ceferino Namuncura)
El funcionamiento de este punto era de tipo parada simple sin infraestructura relevante. De este modo, permitía el acceso de los viajeros a los trenes, aunque no se vendían pasajes ni contaba con una edificación que cumpliera las funciones de estación propiamente dicha.
El ramal de trocha económica, del que formó parte esta parada, fue subsidiario del Ferrocarril de Comodoro Rivadavia a Sarmiento. Con sus casi 7 kilómetros fue el único que operó en la zona sur comodorense desde el año 1923 hasta que fue cerrado definitivamente en el año 1958.

## Toponimia
La parada tomó su nombre con base en su localización que la situaba en cercanías a la urbanización iniciaba en torno al hogar escuela Presidente Juan Perón (hoy Liceo Militar General Roca). Además, era punto intermedio entre la escuela y el nacimiento de la calle Alem en el barrio Centro. Hoy este sector hace parte del barrio Industrial.

## Recorrido
La línea a Rada Tilly o Punta Piedras era la única que surcaba la zona sur de Comodoro. Su ruta nacía en el puerto, atravesaba el centro de la ciudad rumbo sur pasando al lado del mar por la primera sección de tierra ganada, seguía la costa natural para cerca 1.500 metros antes de pasar a tierra adentro, aunque cerca de la costa; en este punto se habilitó un apeadero al frente de la Escuela Presidente Juan D. Perón hoy Liceo Militar. Su ubicación estaba en el barrio Industrial referido antes como Playa 99. La zona que recorría la línea férrea sigue siendo inundable por las marejadas hasta la actualidad.
El servicio a Punta Piedras no contaba con una frecuencia fija, sino que se manejaba de acuerdo a la demanda del momento, por lo que a veces se esperaba sin saber exactamente hasta que hora. Además, una vez llegado el ferrobús al apeadero los viajeros descendían a la playa por medio de una escalera natural, que era un canal esculpido sobre la misma loma. Otro de las características de este ramal de ferrobuses era estaba completamente integrado al entonces ferrocarril urbano de Comodoro Rivadavia. De este modo, una vez arribaran a estación Comodoro Rivadavia, los veraneantes provenientes de Punta Piedras se disponía de varias combinaciones que permitían que pudieran viajar a puntos lejanos del ramal como Astra, Diadema Argentina o COMFERPET.

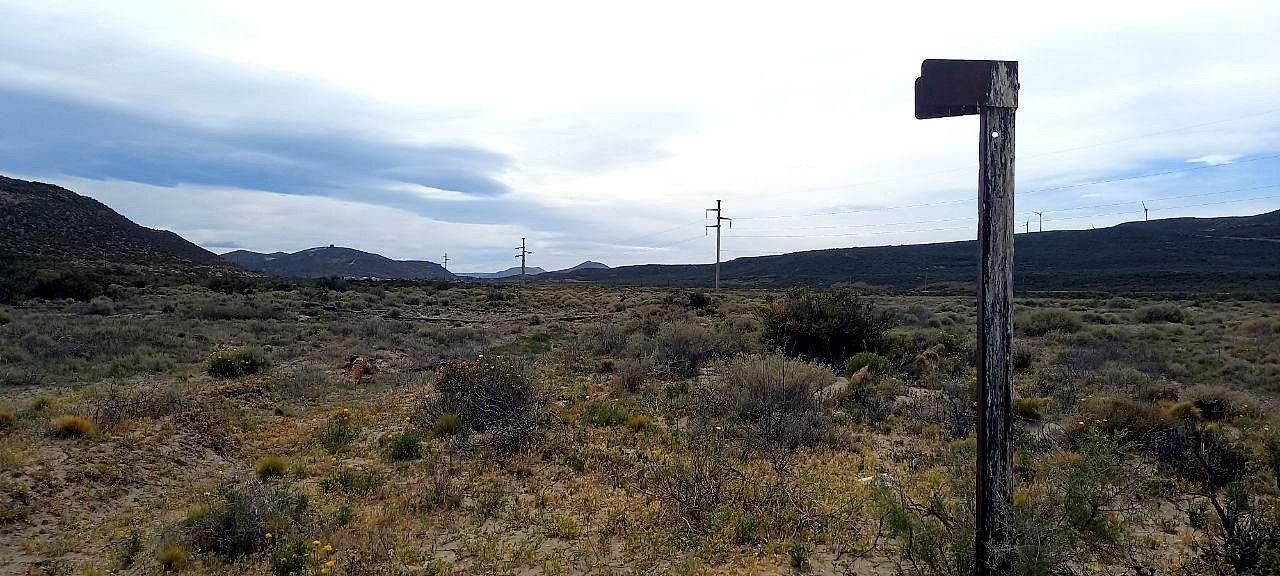
Demarcación ferroviaria de parada en el apeadero El Sindicato. Similar técnica se pudo usaren esta parada

## Historia
Su origen está asociado a la construcción del puerto Antonio Morán en 1923 y ampliación del barrio Centro de Comodoro sobre la costa marina. De este modo, línea nacía desde el puerto y se extendía hasta una zona de canteras, en Punta Piedra. Precisamente, gracias a este lugar las autoridades políticas y portuarias se abastecieron de material para las obras de reclamo sobre el mar. Su cabecera se ubicaba sobre el puerto, pero pasaba antes por la estación matriz. En 1935 es desafectada la locomotora Cooke que recorría el ramal para las tareas de traslado de material para el puerto. A los objetivos de carga del ramal, gracias a las necesidades de transporte de la época, se fueron anexando vagones para pasajeros con algunas comodidades y un apeadero provisorio en su punta de riel. Posteriormente, se cambió todo el transporte de pasajeros a autovías (ferrobuses). Por medio de estos cambios, el ramal vio rebozar de pasajeros en temporadas estivales por su cercanía a las playas de Rada Tilly. Hecho que lo llevó a constituirse como uno de los pocos ramales que funcionaron con finalidades turísticas en la zona.
El ramal a Punta Piedras fue reacondicionado con nuevos tramos y mejoras que le permitieron a este ferrocarril llevar adelante más mejores viajes para sus pasajeros a Punta Piedras. Las refacciones a la línea permitieron volver a operar la vía que estuvo en desuso 4 años. El 31 de diciembre de 1952 la primera etapa de las refacciones a la línea fueron formalmente inauguradas por el gobernador militar al público . Este acto oficial se realizó en la estación Comodoro, por lo que el empalme con la trocha ancha ya estaba ejecutado. Las autoridades recorrieron ese día la línea con las tres unidades nuevas que llevaron gratis al público. Además, se inauguró otro kilómetro de vía con un globo de inversión en lugar del triángulo de inversión original llegando al arroyo La Mata, justo antes de Punta Piedras. En el extremo de la línea estaba un hotel cercano. Por otro lado, se fijo la módica tarifa de $1 hasta Punta Piedras; valor reconocido como deficitario para el ramal por el propio gerente del Ferrocarril Nacional Patagónico. También, se comunicó la existencia de un nuevo apeadero en el kilómetro 3.3 llamado Hogar Escuela Presidente Juan Perón y el valor del tramo desde Comodoro era de $0.80. Al día siguiente el público dispuso desde las 8 de la mañana recorridos gratis por el ramal. El acto fue transmitido en vivo por LU4 y contó con gran afluencia de público. Ya para enero, ante la alta demanda del servicio el gerente del ferrocarril anunció nuevas paradas del servicio: En cercanías del Hogar Escuela, en la bajada del matadero municipal (cerca de calle Alem) y otra en frente del Hotel de Turismo.
El mismo se ejecutaba por tres coches motor que fueron refaccionados en los talleres de Puerto Madryn y luego embarcados a Comodoro para ser utilizados en las vías angostas a Punta Piedras. Ese mismo año se inauguró otro kilómetro de vía con un globo de inversión en lugar del triángulo de inversión original llegando al arroyo La Mata, justo antes de Punta Piedras. En el extremo de la línea estaba un hotel cercano. La historia del apeadero y del ramal a Punta Piedras cambió cuando acaeció el 15 de febrero de 1953 se produjo el trágico accidente ferroviario en la Playa 99. Fallecieron 26 personas que viajaban desde esta estación a Comodoro Rivadavia tras un día bello de playa. El número de víctimas se acrecentó cuando el coche cayó en el proceso de volverlo al vertical con pasajeros todavía adentro. Luego del accidente no volverían a correr los trenes por este ramal como medida precautoria por un tiempo y los planes de extensión a Puerto Deseado se descartaron. Una vez retomado el servicio en 1954, los servicios de pasajeros se reanudaron con bajas frecuencias la parada no volvió a ser mencionada. Tentativamente, se puede presumir que salió de funcionamiento o que cayera su importancia a pesar de seguir figurando el ramal en los medios de comunicación hasta 1955. Sin embargo, todo el ramal se vio cerrado oficialmente el 20 de agosto de 1958

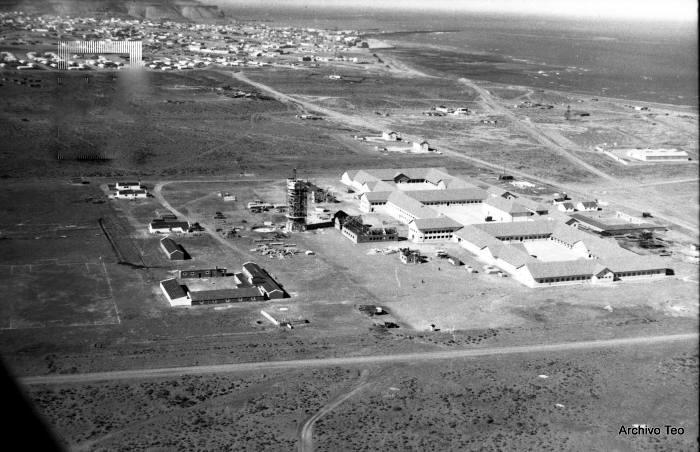
En sus inicios el liceo aun en construcción. La parada se ubicó en la zona intermedia entre las casas más pobladas del barrio Centro y el Liceo que estaba empezando a poblarse en 1950.